# Фактор А (сезон 3)
«Фактор А» — третий сезон российской версии британского проекта The X Factor — музыкального шоу талантов, основной целью которого является поиск и развитие песенного таланта конкурсантов. Все конкурсанты были выбраны путём публичных прослушиваний.
Ведущий: Филипп Киркоров.
Постоянное жюри: певица Лолита, Роман Емельянов и Игорь Николаев.
Временное жюри: Леонид Ярмольник (заменял Р. Емельянова), Диана Арбенина (заменяла Лолиту)
Председатель жюри: Алла Пугачёва.

## Кастинг
В кастинге для участия в третьем сезоне проекта приняло участие около 9 000 человек из России и с Украины, из них несколько сотен были допущены до телекастинга, а во второй тур прошли 92 исполнителя (51 человек — до 25 лет, 27 — старше 25 и 14 — групп) . Получается, что на одно место в финале претендовало 750 человек. Отбор участников проходил в несколько этапов:
Этап 1: Предкастинг (эти прослушивания дают возможность выступить перед судьями). Проходил 14 и 15 ноября 2012 года в Москве, во Дворце спорта «Лужники»;
Этап 2: Телекастинг (прослушивания перед судьями и зрителями, понравившиеся участники проходят во второй тур). Проходил 14 и 15 ноября 2012 года в Москве, во Дворце спорта «Лужники»;
Этап 3: Телекастинг. Второй тур (в каждой категории судьи выбирают по 4 лучших исполнителя, которые будут бороться за победу в шоу). Проходил 21, 22 и 23 ноября 2012 года на ул. Лизы Чайкиной д.1.

## Съёмки программы
- 01 выпуск программы снимался 14 и 15 ноября 2012 года в Москве, во Дворце спорта «Лужники»
- 02 выпуск программы снимался 21, 22 и 23 ноября 2012 года на ул. Лизы Чайкиной д.1, павильон 2
- 03 и последующие выпуски снимались по четвергам, за три дня до эфира на телеканале «Россия», по адресу ул. Лизы Чайкиной д.1., павильон 1

Во время съёмок 04 выпуска, поступило сообщение о заложенной в павильоне бомбе. Были эвакуированы все участники, зрители и технический персонал студии. Спустя несколько часов полиция сообщила, что бомба не обнаружена; съемки были продолжены.

## Участники
Ниже указаны только те участники, которые вошли в финал конкурса.
Категория «Группы». Руководитель: Лолита
- «Juzabor»: Сергей Лях (23 года, Москва), Алексей Бабкин (25 лет, Тула), Владимир Ключарев (31 год, Ионава (Литва))
- «Lady SWAG»: Виктория Кравцова (16 лет, Таллин), Анна Почечуева (22 года, Тбилиси), Полина Мошенская (18 лет, Воронеж)
- «Три в одном»: Светлана Фирстова (22 года, Набережные Челны), Виктория Щербакова (22 года, Москва), Камила Измайлова (18 лет, Казань)
- «Ярилов Зной»: Александр Щербаков (32 года, село Ольхов Лог), Алексей Петрухин (29 лет, Целиноград)

Категория «От 25 лет». Руководитель: Игорь Николаев
- Паулина Дмитренко, 29 лет, Харьков
- Павел Степанов, 28 лет, село Доможаково
- Ксения Ангел, Аткарск
- Мали, 30 лет, Тольятти

Категория «От 16 до 25 лет». Руководитель: Роман Емельянов
- Роман Бехметьев (на проекте взял псевдоним Рим), 22 года, Старый Оскол
- Ярослав Дронов, 21 год, Новомосковск. Солист кавер-группы «Час Пик»
- Юлия Самойлова, 23 года, Ухта
- Лаурита Ашуева, 20 лет, Баксан

## Результаты
Номера участников, которые даны в таблице, использовались для SMS-голосования. «Цветом» выделены графы с исполнителями, занявшие первые три а также последнее место.
| Номер | Исполнитель           | Место |
| ----- | --------------------- | ----- |
| 1     | Ксения Ангел          | 11    |
| 2     | Lady SWAG             | 12    |
| 3     | Павел Степанов        | 07    |
| 4     | Роман Бехметьев (Рим) | 05    |
| 5     | «Ярилов Зной»         | 04    |
| 6     | Олеся Седогина (Мали) | 01    |
| 7     | Ярослав Дронов        | 03    |
| 8     | «Три в одном»         | 09    |
| 9     | Юлия Самойлова        | 02    |
| 10    | Паулина Дмитренко     | 08    |
| 11    | «Джузабор»            | 10    |
| 12    | Лаурита               | 06    |

## Общие результаты
Сводная таблица результатов третьего сезона проекта.
Обозначения:
| — | исполнитель, занявший первое место;                                            |
| — | исполнитель, занявший второе место;                                            |
| — | исполнители, которых жюри оставило в проекте после попадания в «красную зону»; |
| — | исполнители, покинувшие проект в выпуске;                                      |
| — | исполнители, которые не участвовали в выпуске.                                 |

| Участник                                                                                        | 03 выпуск                                                                            | 04 выпуск | 05 выпуск                                                                                    | 06 выпуск                                                                        | 07 выпуск | 08 выпуск | 09 выпуск                                                                                                   | 10 выпуск                                      | 11 Полуфинал                                   | 12 Финал                                       |          |         |         |         |         |         |         |
| Мали                                                                                            |                                                                                      | |                                                                                              |                                                                                  | | | |                                                |                                                | 1 место                                        |          |         |         |         |         |         |         |
| Юлия Самойлова                                                                                  |                                                                                      | |                                                                                              |                                                                                  | | | |                                                |                                                | 2 место                                        |          |         |         |         |         |         |         |
| Ярослав Дронов                                                                                  |                                                                                      | |                                                                                              |                                                                                  | Номинация | | Номинация                                                                                                   |                                                | Выбывание                                      | 3 место                                        | 3 место  | 3 место | 3 место | 3 место | 3 место | 3 место | 3 место |
| «Ярилов зной»                                                                                   |                                                                                      | |                                                                                              |                                                                                  | | | | Выбывание                                      | 4 место                                        | 4 место                                        | 4 место  | 4 место | 4 место | 4 место | 4 место | 4 место |         |
| Роман Бехметьев (Рим)                                                                           |                                                                                      | | Номинация                                                                                    |                                                                                  | Номинация | Номинация | Выбывание                                                                                                   | 5 место                                        | 5 место                                        | 5 место                                        | 5 место  | 5 место | 5 место | 5 место | 5 место |         |         |
| Лаурита Ашуева                                                                                  |                                                                                      | |                                                                                              |                                                                                  | | Выбывание | 6 место | 6 место                                        | 6 место                                        | 6 место                                        | 6 место  | 6 место | 6 место | 6 место |         |         |         |
| Павел Степанов                                                                                  | Без иммунитета                                                                       | Номинация |                                                                                              |                                                                                  | | Выбывание | 7 место | 7 место                                        | 7 место                                        | 7 место                                        | 7 место  | 7 место | 7 место | 7 место |         |         |         |
| Паулина Дмитренко                                                                               |                                                                                      | |                                                                                              | Номинация                                                                        | Выбывание | 8 место | 8 место | 8 место                                        | 8 место                                        | 8 место                                        | 8 место  | 8 место | 8 место |         |         |         |         |
| «Три в одном»                                                                                   |                                                                                      | |                                                                                              | Выбывание                                                                        | 9 место | 9 место | 9 место | 9 место                                        | 9 место                                        | 9 место                                        | 9 место  | 9 место |         |         |         |         |         |
| «Juzabor»                                                                                       |                                                                                      | | Выбывание                                                                                    | 10 место                                                                         | 10 место | 10 место | 10 место | 10 место                                       | 10 место                                       | 10 место                                       | 10 место |         |         |         |         |         |         |
| Ксения Ангел                                                                                    | Без иммунитета                                                                       | Выбывание | 11 место                                                                                     | 11 место                                                                         | 11 место | 11 место | 11 место | 11 место                                       | 11 место                                       | 11 место                                       |          |         |         |         |         |         |         |
| «Леди SWAG»                                                                                     | Без иммунитета                                                                       | Выбывание | 12 место                                                                                     | 12 место                                                                         | 12 место | 12 место | 12 место | 12 место                                       | 12 место                                       | 12 место                                       |          |         |         |         |         |         |         |
| Голосование жюри: кто должен остаться в проекте жирным шрифтом — оставшиеся в проекте участники |                                                                                      | |                                                                                              |                                                                                  | | | |                                                |                                                |                                                |          |         |         |         |         |         |         |
| Роман Емельянов (кроме 05 выпуска)                                                              | вручил иммунитет: Ярославу Дронову и Юлии Самойловой                                 | Павел Степанов | Роман Бехметьев                                                                              | «Три в одном»                                                                    | Роман Бехметьев | Роман Бехметьев | Роман Бехметьев                                                                                             | Результат определялся зрительским голосованием | Результат определялся зрительским голосованием | Результат определялся зрительским голосованием |          |         |         |         |         |         |         |
| Лолита Милявская (кроме 06 выпуска)                                                             | вручила иммунитет: «Ярилову зною» и «Три в одном»                                    | Павел Степанов | «Juzabor»                                                                                    | Паулина Дмитренко                                                                | Ярослав Дронов | Роман Бехметьев | Ярослав Дронов                                                                                              | Результат определялся зрительским голосованием | Результат определялся зрительским голосованием | Результат определялся зрительским голосованием |          |         |         |         |         |         |         |
| Игорь Николаев                                                                                  | вручил иммунитет: Мали и Паулине Дмитренко                                           | Ксения Ангел | Роман Бехметьев                                                                              | Паулина Дмитренко                                                                | Ярослав Дронов | Лаурита Ашуева | Ярослав Дронов                                                                                              | Результат определялся зрительским голосованием | Результат определялся зрительским голосованием | Результат определялся зрительским голосованием |          |         |         |         |         |         |         |
| Алла Пугачёва голос Аллы Пугачёвой равняется двум голосам                                       | вручила иммунитет: Роману Бехметьеву, Лаурите и «Juzabor»                            | Павел Степанов (два голоса) | Роман Бехметьев (два голоса)                                                                 | Паулина Дмитренко (два голоса)                                                   | решением председателя было дать шанс обоим исполнителям | Роман Бехметьев (два голоса) | Ярослав Дронов (два голоса)                                                                                 | Результат определялся зрительским голосованием | Результат определялся зрительским голосованием | Результат определялся зрительским голосованием |          |         |         |         |         |         |         |
| Комментарии                                                                                     | Участники, не получившие иммунитета, номинированы на выбывание в следующей программе | Группа «Леди SWAG» набрала меньше всего зрительских голосов, поэтому покинула проект без голосования жюри. Жюри выбирало между Павлом Степановым и Ксенией Ангел | Вместо временно отсутствующего Романа Емельянова в жюри с правом голоса был Леонид Ярмольник | Вместо временно отсутствующей Лолиты, в жюри с правом голоса была Диана Арбенина | Паулина Дмитренко набрала меньше всего зрительских голосов, поэтому покинула проект без голосования жюри. Жюри выбирало между Романом Бехметьевым и Ярославом Дроновым | Павел Степанов набрал меньше всего зрительских голосов, поэтому покинул проект без голосования жюри. Жюри выбирало между Романом Бехметьевым и Лауритой Ашуевой | Это было последнее голосование жюри. Дальше судьбу конкурсантов будет решать только зрительское голосование | Результат определялся зрительским голосованием | Результат определялся зрительским голосованием | Результат определялся зрительским голосованием |          |         |         |         |         |         |         |

## Выпуски

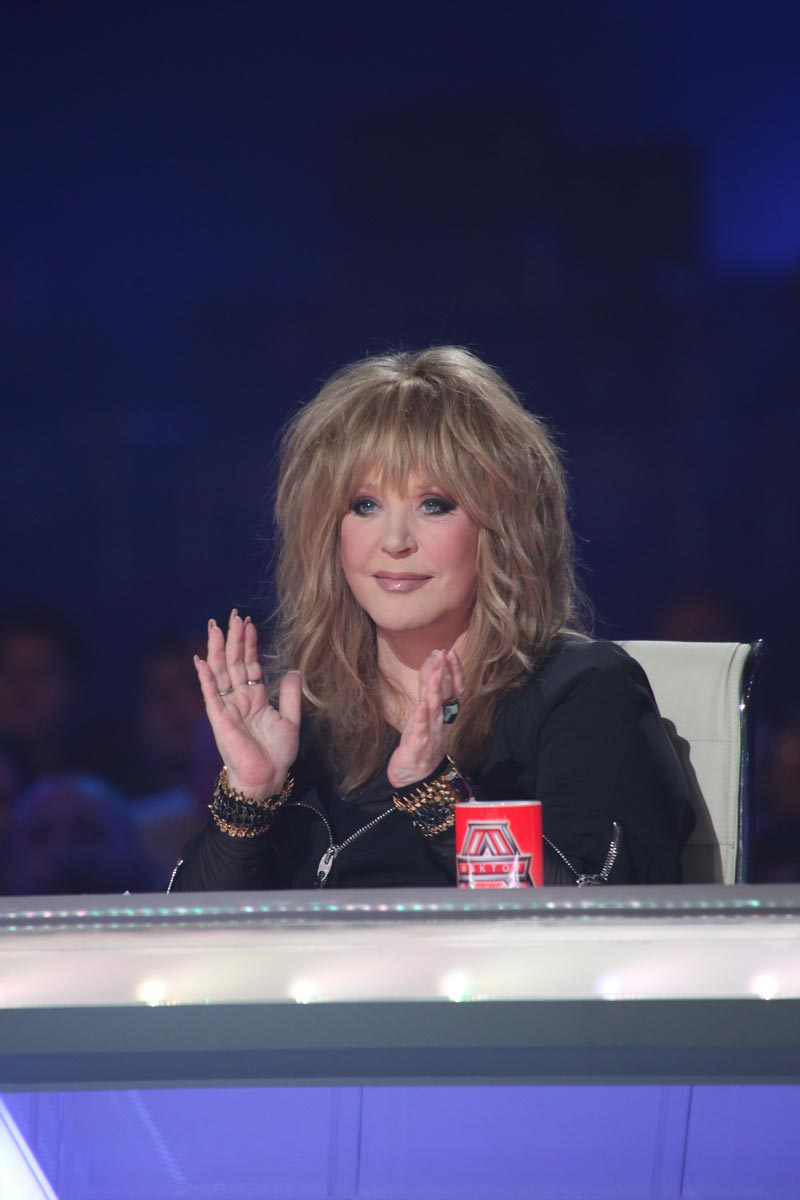
Алла Пугачёва на съемках третьего сезона проекта «Фактор А»"

Третий сезон «Фактора А» начал выходить в эфир 9 февраля 2013 года.
01 выпуск (9 февраля 2013) — первый этап Телекастинга.
02 выпуск (10 февраля 2013) — второй этап Телекастинга, определение 12 участников-финалистов проекта.
03 выпуск (17 февраля 2013) — первый отчётный концерт (тема: «Песня number one»). После исполнения всеми конкурсантами по одной песне, жюри назвало 9 участников, получивших «иммунитет». Судьбу троих оставшихся определит зрительное голосование. Участники не получившие иммунитета: Ксения Ангел, группа «Леди SWAG» и Павел Степанов.
04 выпуск (24 февраля 2013) — второй отчётный концерт (тема: «Песни о любви»). По результатам зрительского голосования, меньше всего голосов получила группа «Леди SWAG». Она первая покинула проект. Судьбу второго выбывающего решило жюри. Все судьи (кроме Игоря Николаева) проголосовали, чтобы проект покинула Ксения Ангел.
05 выпуск (3 марта 2013) — третий отчётный концерт (тема: «Песни из популярных кинофильмов»). Роман Емельянов не смог присутствовать на программе. Его заменял (с правом голоса) актёр Леонид Ярмольник. По результатам зрительского голосования, меньше всего голосов получила группа «Juzabor» и Роман Бехметьев. Судьи (кроме Лолиты Милявской) проголосовали за то, чтобы проект покинула группа «Juzabor».
06 выпуск (10 марта 2013) — четвёртый отчётный концерт (тема: «Мировые хиты»). Роман Бехметьев взял себе псевдоним Рим. Лолита Милявская не смогла присутствовать на программе. Её с правом голоса заменила певица Диана Арбенина. В этот раз меньше всего зрительских голосов набрали группа «Три в одном» и Паулина Дмитренко. Диана Арбенина, несмотря на то, что представляла интересы категории «группы», проголосовала за то, чтобы в проекте осталась Паулина. Так же проголосовали Игорь Николаев и Алла Пугачёва, голос которой равняется двум голосам. И только Роман Емельянов вступился за группу «Три в одном». В итоге она покинула проект.
07 выпуск (17 марта 2013) — пятый отчётный концерт (тема: «Любимые песни конкурсантов»). Этот выпуск должны были покинуть двое исполнителей. По результатам зрительского голосования, меньше всего голосов получила Паулина Дмитренко. Поэтому она покинула проект без голосования жюри. Вторым выбывшим должен был стать Роман Бехметьев (Рим) или Ярослав Дронов. Лолита и Николаев проголосовали за то, чтобы в проекте остался Дронов, Емельянов за то, чтобы остался Рим. Алла Пугачёва на правах председателя жюри оставила в проекте обоих.
08 выпуск (24 марта 2013) — шестой отчётный концерт (тема: «Опера, оперетта, мюзикл, романс»). Поскольку на прошлой программе Алла Пугачёва воспользовалась правом вето и оставила в проекте Ярослава Дронова и Рима, на этой исключали сразу двух участников. В «красную зону» попали трое: Павел Степанов, Лаурита Ашуева и Рим. Так как Павел Степанов набрал меньше всего зрительских голосов, он покинул проект без голосования жюри. Вторым участником, покинувшим проект стала Лаурита, поскольку все судьи (кроме Игоря Николаева) проголосовали против неё.
09 выпуск (31 марта 2013) — седьмой отчётный концерт (тема: «Песни Аллы Пугачёвой»). Помимо конкурсантов, на этом концерте выступили также и судьи. Жюри голосовало последний раз; дальше судьба участников будет определяться только по результатам зрительского голосования. В «красную зону» попали Роман Бехметьев и Ярослав Дронов. Все судьи (кроме Р. Емельянова) поддержали Ярослава Дронова, и проект покинул Рим.
10 выпуск (7 апреля 2013) — восьмой отчётный концерт. Так как конкурсантов осталось немного, начиная с этого выпуска они исполняют по две песни, а сам концерт состоит из двух отделений. Тема первого — «Дуэт со звездой», второго — «Лучшая песня, исполненная на проекте». Меньше всего зрительских голосов набрала группа «Ярилов зной», она и покинула проект.
11 выпуск (14 апреля 2013) — девятый отчётный концерт. Состоял из двух отделений. Тема первого — «Дуэт с наставником», второго — «Песня, которая приведёт к победе». Так как у Романа Емельянова в команде осталось два участника, в у Лолиты — ни одного; она в первом отделении спела с подопечной Емельянова Юлией Самойловой. Меньше всего голосов набрал Ярослав Дронов. Он стал «бронзовым» победителем проекта.
12 выпуск (21 апреля 2013) — Финал. В финальном концерте выступили все участники третьего сезона «Фактора А». Юлия Самойлова и Мали спели дуэтом и по одной сольной песне. По результатам зрительского голосования победителем проекта стала певица Мали.

## Призы
Победитель проекта, подопечная Игоря Николаева — Мали, в качестве приза получила:
- Контракт на запись сольного альбома
- Ротацию песни на волнах «Русского Радио»

Ярослав Дронов и Юлия Самойлова получили специальный приз от Аллы Пугачёвой — премию «Золотая звезда Аллы». Ярослав получил Звезду «за талант», а Юлия — «за выдержку и терпение».

## Рейтинги
Сводный рейтинг приведен ниже. Он составлен по открытым данным компании tns-global в регионе «Россия». Цифры в таблице — позиции, занимаемые в рейтинге.
| № выпуска | Неделя исследования  | ТОП-100 недели | ТОП-дня    | Развлекательная программа недели | Развлекательная программа дня |
| --------- | -------------------- | -------------- | ---------- | -------------------------------- | ----------------------------- |
| 1         | 4 — 10 февраля 2013  | 22             | 6          | 7                                | 2                             |
| 2         | 4 — 10 февраля 2013  | нет данных     | нет данных | нет данных                       | нет данных                    |
| 3         | 11 — 17 февраля 2013 | 28             | 9          | 8                                | 2                             |
| 4         | 18 — 24 февраля 2013 | 25             | 8          | 7                                | 2                             |
| 5         | 25 фев — 3 мар 2013  | 33             | 12         | нет данных                       | нет данных                    |
| 6         | 4 — 10 марта 2013    | 34             | 11         | 4                                | 1                             |
| 7         | 11 — 17 марта 2013   | 26             | 8          | 9                                | 2                             |
| 8         | 18 — 24 марта 2013   | нет данных     | нет данных | нет данных                       | нет данных                    |
| 9         | 25 — 31 марта 2013   | 32             | 9          | нет данных                       | нет данных                    |
| 10        | 1 — 7 апреля 2013    | нет данных     | нет данных | нет данных                       | нет данных                    |
| 11        | 8 — 14 апреля 2013   | нет данных     | нет данных | нет данных                       | нет данных                    |

## Комментарии
1. ↑  Данная информация озвучена в первом и втором эпизодах проекта